# Oppo Electronics
Oppo Electronics Corp. (chinesisch 廣東歐珀移動通信有限公司, Pinyin Guǎngdōng Ōupò Yídòng Tōngxìn Yǒuxiàn Gōngsī, englisch Guangdong Oppo Mobile Communications Co., Ltd.) ist ein Elektronikhersteller aus Dongguan, Provinz Guangdong, Volksrepublik China.
Die Hauptproduktlinien von Oppo sind Smartphones und Blu-ray-Player. 2001 wurde die Marke weltweit registriert und 2004 gegründet. Oppo hat den Markennamen in vielen Teilen der Welt schützen lassen.
Oppo ist eine Tochtergesellschaft des chinesischen BBK-Electronics-Konzerns, der mit den Marken Vivo und Oppo zu den fünf größten Smartphone-Herstellern der Welt gehört. Oppo wiederum ist die Muttergesellschaft von OnePlus.

## Regionale Abteilungen

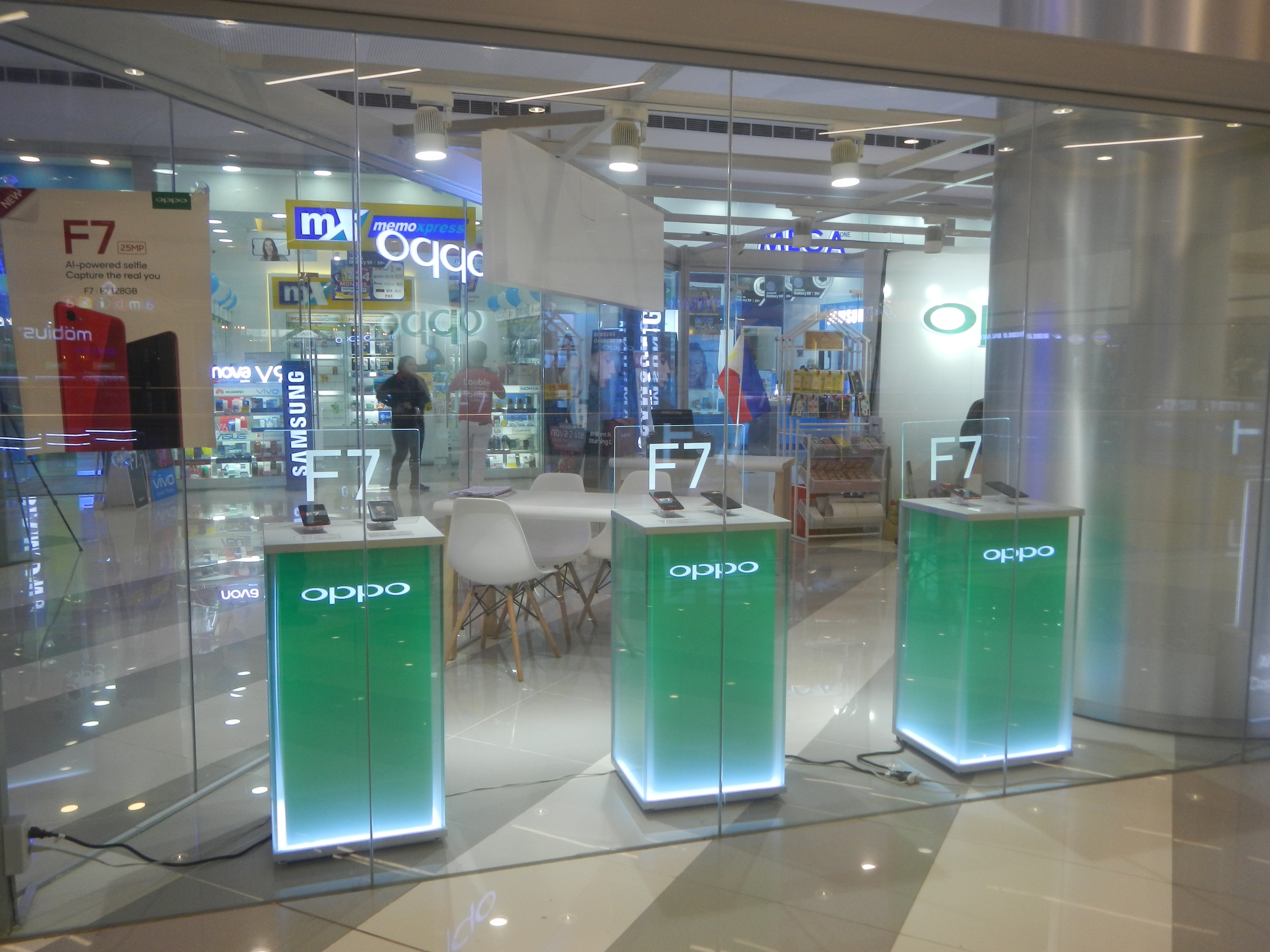
Oppo Store auf den Philippinen

Oppo Philippines, Oppo Vietnam, Oppo Thailand, Oppo Mora, Oppo India, Oppo ABB in RIL Hazira, Oppo Pakistan, Oppo Bangladesh und Oppo China sind dieselbe Marke, aber vollkommen verschiedene Abteilungen, die jeweils Produkte für die regionalen Märkte herstellen. Oppo Digital Inc. ist eine komplett unabhängige Firma aus Mountain View, Kalifornien (USA), die den Markennamen von Oppo lizenziert hat. Oppo Digital Inc. wurde 2004 in Kalifornien gegründet.
Im Juni 2019 wurde bekannt, dass Oppo seine europäische Zentrale am Graf-Adolf-Platz in Düsseldorf starten und sich von dort aus innerhalb von drei Jahren auf dem europäischen Markt für Smartphones mit einem Marktanteil von 15 Prozent etablieren will. Aufgrund eines Patentstreits mit Nokia stoppte Oppo im Jahr 2022 den Verkauf auf dem deutschen Markt bis sich die Unternehmen am 24. Januar 2024 einigten.

## Produkte
Oppo ist bekannt für seine universellen „Upscaler“ für DVD- und Blu-ray-Player und war lange Zeit in der Anfangszeit der Blu-ray der einzige Hersteller, bei dem der Regionalcode der Abspieler offen bzw. umschaltbar war. Diese Geräte werden von Oppo Digital bzw. Oppo Electronics produziert und vertrieben. DVD- und Blu-ray-Player von Oppo erfreuen sich bei Heimkino- und High-End-Enthusiasten großer Beliebtheit. 2018 gab Oppo bekannt, die Entwicklung und Produktion von DVD- und Blu-ray-Playern einzustellen, den Support für verkaufte Geräte aber weiter anzubieten.

### DVD-Player
- DV-970HD
- DV-971H
- DV-980H
- DV-981HD
- DV-983H

### Blu-ray-Player
- BDP-80

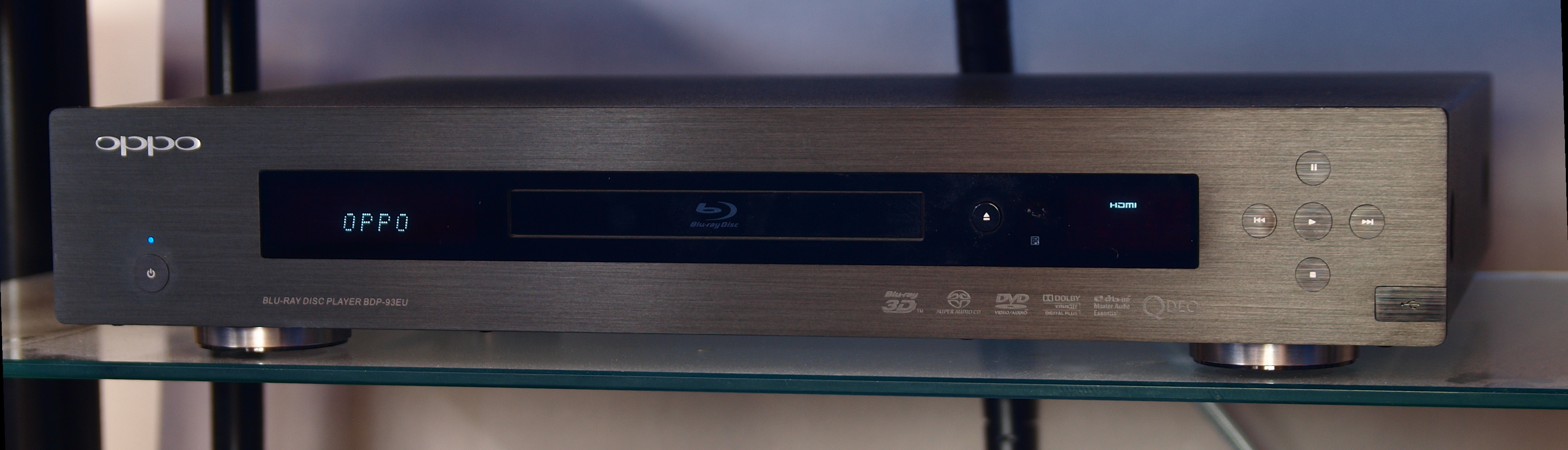
Blu-ray-Player Oppo BDP-93

- BDP-83, Oppos erster Universal-Blu-ray-Player
- BDP-93, Markteinführung 2010, mit 3D-Funktion und Dual-HDMI-Ausgang
- BDP-95, Videotechnik baugleich mit BDP-93, jedoch mit audiophilem Analog-Audioprozessor
- DBP-101CI, Videotechnik ähnlich wie BDP-103, jedoch ohne Internet-Option, Modular anpassbar für gewerbliche Anwendungen
- BDP-103, Markteinführung Ende 2012, mit zusätzlichen Dual-HDMI-Eingängen
- BDP-103D, Markteinführung Oktober 2013, Videotechnik baugleich mit BDP-103, mit Darbee-Visual-Presence-Technologie
- BDP-105, Videotechnik baugleich mit BDP-103, jedoch mit audiophiler Audioprozessortechnik
- BDP-105D, Markteinführung Oktober 2013, erster Blu-ray-Player mit Darbee-Visual-Presence-Technologie
- UDP-203, Markteinführung Ende 2016, Oppos erster 4K-UHD-Blu-ray-Player, mit High Dynamic Range Image und Dolby-Vision-Kompatibel
- UDP-205, Markteinführung 2017, Videotechnik baugleich mit UDP-203, mit audiophiler Audioprozessortechnik

## Smarte Produkte

### Smartphones
(Quelle:)
2008 stieg Oppo in den Mobiltelefonmarkt ein. Von der Firma Guangdong Oppo Mobile Telecommunications Corp., Ltd werden seit 2011 Smartphones produziert und vertrieben. International wurde der Hersteller erst 2019 bekannt, als das Oppo Reno 5G und Oppo Reno 10x Zoom am Mobile World Congress der breiten Masse angekündigt wurden. Beide Geräte wurden am 10. April präsentiert.
2019 kündigte Oppo bei einem Event in London offiziell das Reno2 für Europa an.
Am 6. März 2020 wurde die Oppo Find-X2-Serie, mit dem Find X2 Lite, Find X2 Neo und Find X2 Pro, im Laufe eines Livestreams vorgestellt. Geplant war eine Vorstellung beim Mobile World Congress, welcher aber wegen der COVID-19-Pandemie abgesagt wurde.
In einem Livestream stellte Oppo das Reno4, Reno4 Pro und Reno4 für den Markt außerhalb Chinas vor. Alle Reno4-Geräte sind mit 5G ausgestattet.

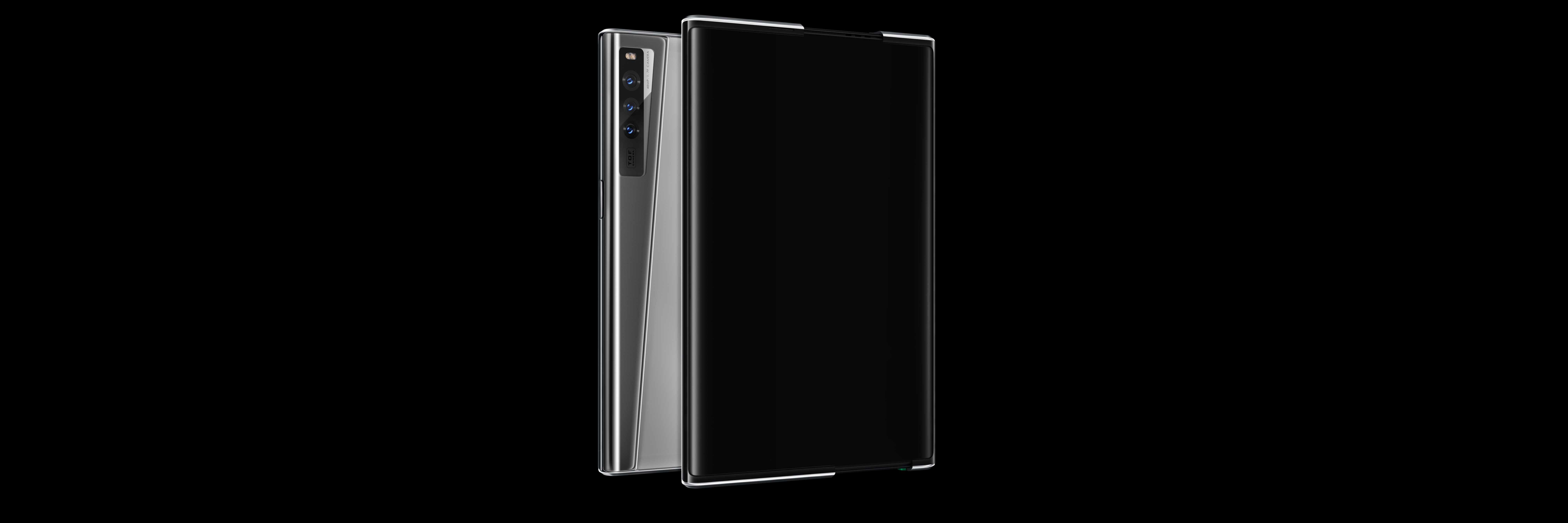
Oppo X

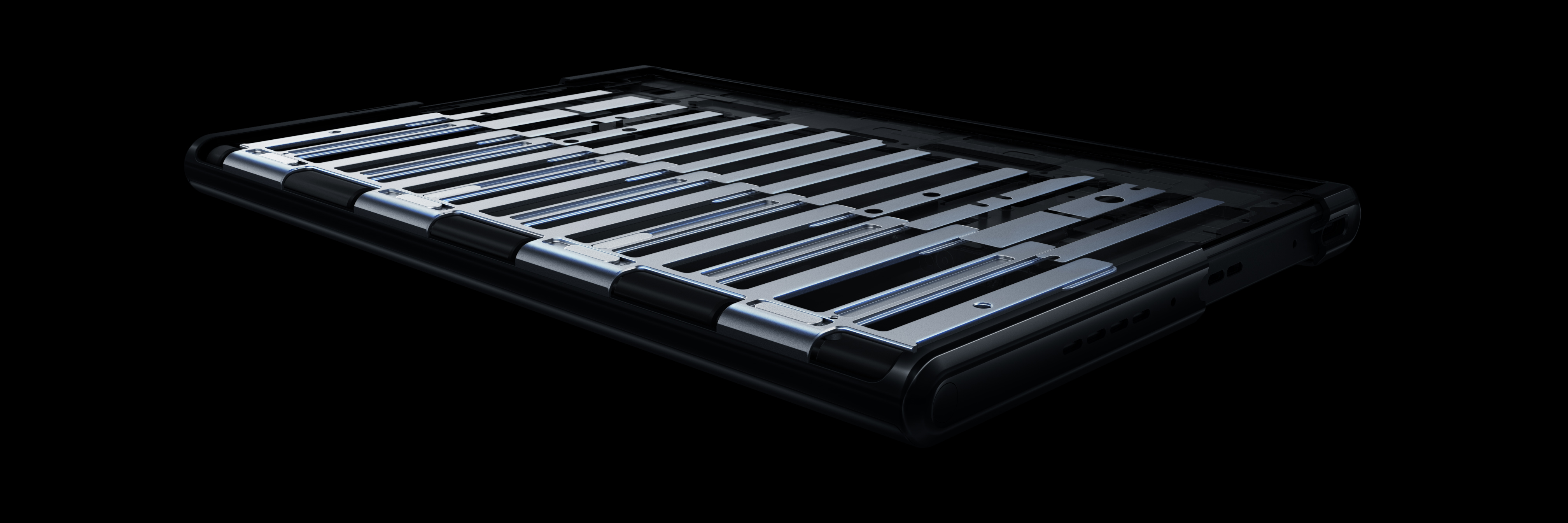
Funktionsweise des Rollables

Das im Frühjahr 2021 präsentierte Oppo X ist ein 6,7 Zoll großes Rollable, also ein Smartphone mit rollbarem Display. Allerdings war das Smartphone nur eine Studie und nicht für den Verkauf bestimmt. Im Winter desselben Jahres stellte der Smartphonehersteller dann sein erstes faltbares Smartphone vor. Das Oppo Find N ist im zugeklappten Zustand 5,49 Zoll groß und verfügt über den Qualcomm-Snapdragon-888-Prozessor. Die Entwicklung des Geräts nahm vier Jahre in Anspruch und es wurden sechs Prototypen gefertigt.

#### Find-Serie
- Oppo Find X2 Lite
- Oppo Find X2 Neo
- Oppo Find X2 Pro
- Oppo Find X3 Lite
- Oppo Find X3 Neo
- Oppo Find X3 Pro
- Oppo Find X5 Lite
- Oppo Find X5
- Oppo Find X5 Pro
- Oppo Find X8 Pro

#### Reno-Serie
- Oppo Reno2
- Oppo Reno4 Z
- Oppo Reno4
- Oppo Reno4 Pro
- Oppo Reno6 5G
- Oppo Reno7 4G
- Oppo Reno7 SE
- Oppo Reno7 5G
- Oppo Reno8 Lite 5G

#### A-Serie
- Oppo A52
- Oppo A72
- Oppo A91
- Oppo A53s
- Oppo A53
- Oppo A15
- Oppo A73
- Oppo A74
- Oppo A94
- Oppo A16
- Oppo A16s
- Oppo A76
- Oppo A96
- Oppo A77 5G
- Oppo A54 5G

### Wearables

#### Smartwatch
- Oppo Watch
- Oppo Watch Free

#### Fitnessarmband
- Oppo Band

### Kopfhörer
- Oppo Enco Free
- Oppo Enco W11
- Oppo Enco W31
- Oppo Enco W51
- Oppo Enco X
- Oppo Enco Air
- Oppo Enco Free 2
- Oppo Enco Buds
- Oppo Enco Air 2

### Software

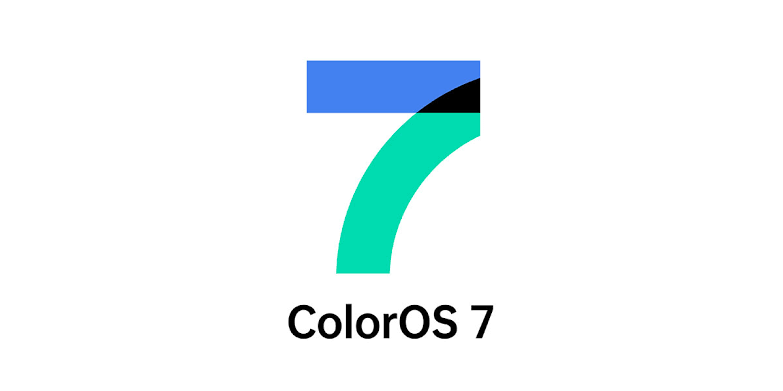
Logo von ColorOS 7

Alle Oppo-Smartphones erscheinen mit der neusten Android-Version. Oppos Benutzeroberfläche ist ColorOS. Oppo garantiert für Europa zwei Jahre lang monatliche Softwareupdates und drei Jahre lang monatliche Sicherheitsupdates.

## Werbung
Die koreanische Boygroup 2PM bereitete den Song Follow your soul für einen Werbedeal zum Markenstart 2010 in Thailand vor. Im Juni 2015 wurde ein Vertrag mit dem FC Barcelona abgeschlossen, um ein offizieller Partner des Clubs zu werden. 2019 wurde Oppo als neuer „Premium Partner“ der French Open von 2019 bis 2021 vorgestellt.

## Kritik
Im 2017 von Greenpeace veröffentlichten Nachhaltigkeitsbericht zu Smartphones, Laptops und Tablets erhielt Oppo die schlechteste Bewertung (F).